# ديفيد بوكانان (لاعب كرة قدم)
ديفيد بوكانان (بالإنجليزية: David Buchanan)‏ (6 مايو 1986 في المملكة المتحدة - ) هو لاعب كرة قدم بريطاني في مركز الدفاع. شارك مع منتخب أيرلندا الشمالية تحت 19 سنة لكرة القدم ومنتخب أيرلندا الشمالية تحت 21 سنة لكرة القدم. أما مع النوادي، فقد لعب مع بريستون نورث إيند وبولتون واندررز ونادي بوري ونادي ترانمير روفرز لكرة القدم ونادي نورثامبتون تاون وهاميلتون أكاديميكال.

## وصلات خارجية
- ديفيد بوكانان على موقع قاعدة بيانات كرة القدم.إي يو (الإنجليزية)
- ديفيد بوكانان على موقع Soccerbase.com (لاعب) (الإنجليزية)